# Australische Frauen-Cricket-Nationalmannschaft in England in der Saison 1937
Die Tour der australischen Frauen-Cricket-Nationalmannschaft nach England in der Saison 1937 fand vom 2. Juni bis zum 28. Juli 1937 statt. Die internationale Cricket-Tour war Bestandteil der Internationalen Cricket-Saison 1937 und umfasste drei WTests. Die Serie endete 1–1 unentschieden.

## Vorgeschichte
Nachdem in der Saison 1934/35 erstmals für eine WTest-Tour nach Australien gereist war, war dieses das zweite Aufeinandertreffen der beiden Mannschaften. Das australische Team kam am 3. Mai in England an und bestritt ab dem 1. Juni mehrere Tour Matches.

## Stadien
Die folgenden Stadien wurden für die Tour ausgewählt.
| Stadion               | Stadt       | Kapazität | Spiele   |
| --------------------- | ----------- | --------- | -------- |
| Blackpool             | Blackpool   |           | 2. WTest |
| The Oval              | London      |           | 3. WTest |
| County Cricket Ground | Northampton |           | 1. WTest |

## Kaderlisten
Die folgenden Kader kamen bei der Tour zum Einsatz.
| WTest | WTest |
| England | Australien |
| --- | --- |
| - Molly Hide (K) - Betty Archdale - Betty Belton - Mollie Child - Audrey Collins - Joan Davis - Mona Greenwood - Joyce Haddelsey - Muriel Haddelsey - Muriel Lowe - Myrtle Maclagan - Betty Snowball (wk) - Peter Taylor - Eileen Whelan | - Margaret Peden (K) - Peggy Antonio - Elsie Deane - Molly Flaherty - Winnie George (wk) - Patricia Holmes - Amy Hudson - Nell McLarty - Barbara Peden - Hazel Pritchard - Kath Smith - Alicia Walsh - Alicie Wegemund (wk) |

## Tests

### Erster WTest in Northampton
| 12. – 15. Juni Scorecard | Northampton | Australien 300 (119.5) & 102 (56.1) | – | England 204 (88.2) & 167 (88.2) |
|                          |             | Australien gewinnt mit 31 Runs      |   |                                 |

Australien gewann den Münzwurf und entschied sich als Schlagmannschaft zu beginnen.

#### Zweiter WTest in Blackpool
| 25. – 29. Juni Scorecard | Blackpool | England 222 (86) & 231 (97) | – | Australien 302 (117.2) & 126 (57.2) |
|                          |           | England gewinnt mit 25 Runs |   |                                     |

England gewann den Münzwurf und entschied sich als Schlagmannschaft zu beginnen.

#### Dritter WTest in London
| 10. – 13. Juli Scorecard | London (Oval) | Australien 207-9d (101) & 224 (93.4) | – | England 308-9d (124.4) & 9-3 (3) |
|                          |               | Remis                                |   |                                  |

Australien gewann den Münzwurf und entschied sich als Schlagmannschaft zu beginnen.

## Statistiken
Die folgenden Cricketstatistiken wurden bei dieser Tour erzielt.
| Tests           | Tests      | Tests   | Tests   | Tests   | Tests   | Tests   | Tests   | Tests   |
| Batting         | Batting    | Batting | Batting | Batting | Batting | Batting | Batting | Batting |
| Spieler         | Mannschaft | Spiele  | Innings | Runs    | Average | HS      | 100s    | 50s     |
| --------------- | ---------- | ------- | ------- | ------- | ------- | ------- | ------- | ------- |
| Myrtle Maclagan | England    | 3       | 5       | 315     | 78.75   | 115     | 1       | 1       |
| Hazel Pritchard | Australien | 3       | 6       | 306     | 51,00   | 87      | 0       | 3       |
| Kath Smith      | Australien | 3       | 6       | 214     | 35,66   | 88      | 0       | 2       |
| Betty Snowball  | England    | 3       | 5       | 191     | 29,33   | 99      | 0       | 2       |
| Patricia Holmes | Australien | 3       | 6       | 176     | 42,50   | 70      | 0       | 1       |
| Bowling         |            |         |         |         |         |         |         |         |
| Spieler         | Mannschaft | Spiele  | Overs   | Wickets | Average | BBI     | 5W      | 10W     |
| Peggy Antonio   | Australien | 3       | 89.2    | 19      | 11,15   | 6/51    | 2       | 0       |
| Molly Hide      | England    | 3       | 97.2    | 14      | 12,64   | 5/20    | 1       | 0       |
| Joan Davis      | England    | 3       | 43.0    | 11      | 11,36   | 5/31    | 1       | 0       |
| Myrtle Maclagan | England    | 3       | 141.0   | 11      | 25,72   | 3/38    | 0       | 0       |
| Nell McLarty    | Australien | 3       | 120.0   | 10      | 13,10   | 3/29    | 0       | 0       |
| Eileen Whelan   | England    | 3       | 92.0    | 10      | 20,90   | 3/35    | 0       | 0       |